# Панайот Панайотов (музикант)
Вижте пояснителната страница за други личности с името Панайот Панайотов.
Проф. д-р Панайот Панайотов е музикален преподавател в Нов български университет.

## Биография
Панайот Панайотов е роден през 1943 г. в гр. Елена. Учи китара при Илия Делиев, Божан Хаджиев и Християн Платов. Завършва естрадния отдел на Българска държавна консерватория със специалност „Китара“ и продължава музикалното си образование като редовен стипендиант във Висшето музикално училище „Франц Лист“ във Ваймар – Германия. Учи класическа китара при проф. Урсула Петер, проф. Роланд Цимер, при композитора и преподавателя по китара проф. Франц Юст и доцента по електрическа китара Томас Бухé. През 1977 се дипломира с магистърска степен Музикален педагог. Владее немски, чешки, полски и руски език.
През 1996 г. завършва магистратура в Софийския университет, специалност „Училищна педагогика“ и „Управление на образованието“. През 2000 г. получава докторска степен с дисертация на тема „Моделиране на методическите параметри на обучението по китара“. През 2002 г. е хабилитиран с научно звание доцент, а през 2006 г. – професор на НБУ.
Преподава методика, педагогическа практика, камерна музика, класическа и електрическа китара в Германия, СМУ „Л. Пипков“, НБУ, Софийския университет „Св. Климент Охридски“.
Автор е на повече от 49 педагогически книги и публикации по методика, от които две на немски и две на английски език.
От 1993 г. е президент на издателство „ПАН СТИЛ“. От 2002 г. е член на редакционната колегия на списание „Китара“, София.

## Публикации
- Гами и технически упражнения за китара. „Музика“, София, 1987, 57 с.
- Школа за китара. „Музика“, София, 1988, 136 с.
- Школа за електрическа китара. „Музика“, София, 1988, 166 с.
- Леки пиеси за китара. „Музика“, София, 1989, 60 с.
- Концертни етюди и пиеси за китара. „Музика“, София, 1989, 50 с.
- Кънтри и блус за китара. „Музика“, София, 1989, 48 с. – с Г. Мирчевски
- Леки етюди за китара. „Музика“, София, 1990, 64 с.
- Школа за китара (второ преработено издание). „Музика“, София, 1993, 140 с.
- Начална школа за китара/ Anfangsschule für Gitarre. „Пан стил“, София, 1994, 60 с.
- Методика на обучението по китара. „Пан стил“, София, 1995, 106 с.
- Моделиране на методически параметри за обучението по китара (Автореферат). „Пан стил“, София, 1999, 68 с.
- Етюди за китара 1. „Пан стил“, София, 2000, 35 с.
- Етюди за китара 2. „Пан стил“, София, 2002, 46 с.
- Methodik des Gitarrenunterrichts (2. erweiterte Neuauflage). „Pan Styl“, Sofia, 2003, 136 S.
- Scales and technical exercises for guitar (2nd revised edition). „Pan Styl“, Sofia, 2005, 92 p.
- Китарата – теория и методи на обучение. „Пан стил“, София, 2005, 310 с.
- Китарата – теория и методи на обучение (второ преработено издание). „Пан стил“, София, 2007, 295 с.
- Методика на обучението по китара (трето преработено издание). „Пан стил“, София, 2008, 136 с.
- Китарата. „Пан стил“, София, 2010, 266 с.
- Methodology of Guitar Instruction. NBU, Sofia, 2011, 125 p.
- Китарата (второ преработено издание). „Пан стил“, София, 2012, 342 с.
- Азбучник на български китаристи. „Пан стил“, София, 2012, 292 с.
- Methodology of Guitar Instruction (2 revised edition). „Pan Styl“, Sofia, 2013, 105 p.
- „Музикалното изкуство в Еленския край“. – сп. Музикални хоризонти, бр 4, София, 2013, с. 18; в. Еленска трибуна, бр. 10 – 11 / 14.05.2013 г.
- Родови корени. „Пан стил“, София, 2014, 146 с.
- Дарители от Елена и Еленско. „Пан стил“, София, 2015, 219 с.
- Родови корени (второ преработено издание). „Пан стил“, София, 2016, 146 с.
- Дарители от Елена и Еленско (второ издание). „Пан стил“, София, 2018, 200 с.
- Летописна книга за благодетели от Еленския край. „Пан стил“, София, 2018, 78 с.
- Родови корени (трето допълнено издание) „Пан стил“, София, 2020, 152 с.
- Живот в неравноделен размер. „Пан стил“, София, 2020, 386 с.